# Джозеф Метью Мартин
Джозеф Метью Мартин (англ. Joseph Matthew Martin; нар. 29 грудня 1962, Дірборн, Мічиган) — американський воєначальник, генерал армії США (2019), 37-й заступник начальника штабу Армії США (2019—2022) Учасник війн в Перські затоці 1991 року та в Іраку.

## Біографія
Джозеф Метью Мартин народився 29 грудня 1962 року у родині менеджера Ford Motor Company. У 1981 році закінчив середню школу Дірборна. У 1986 році закінчив Військову академію у Вест-Пойнті. Мартин отримав ступінь магістра в Університеті Луїсвілля, а також закінчив Командно-штабний коледж і Воєнний коледж армії США.
Після закінчення Військової академії Мартин служив командиром танкового взводу, командиром розвідувального взводу та старшим офіцером роти в 1-му батальйоні 37-го бронетанкового полку в 1-й танковій дивізії (1987—1990). Після закінчення курсу підвищення кваліфікації офіцерів танкових військ був призначений командиром роти 4-го батальйону 37-го бронетанкового полку 1-ї піхотної дивізії у Форт Райлі, штат Канзас. Брав участь у бойових діях під час операції «Буря в пустелі».
Мартин був командиром до Національного навчального центру у форті Ірвін у Каліфорнії. У 2003 році командир 1-го батальйону 67-го танкового полку 4-ї піхотної дивізії в операції «Свобода Іраку». Був командувачем сухопутного компонента Об'єднаних сил в операції «Непохитна рішучість» у Мосулі в ході бойових дій проти Ісламської держави Іраку та Сирії (ІДІЛ або ІДІЛ).
З вересня 2016 до червня 2018 року Мартин командував 1-ю піхотною дивізією. У травні 2018 року Мартин підвищений до генерал-лейтенанта і призначений на посаду директора штабу армії.
26 липня 2019 року генерала Мартина призначено 37-м заступником начальника штабу армії з присвоєнням звання повного генерала.